# Luci Licini Lucul (pretor 67 aC)
Luci Licini Lucul (llatí: Lucius Licinius Lucullus) va ser un magistrat romà del segle i aC.
Va ser pretor urbà l'any 67 aC, i en aquest càrrec es va mostrar moderat i equilibrat. Un dia va ometre aixecar-se de la seva cadira al pas del cònsol Mani Acili Glabrió, que va ordenar als seus lictors la destrucció de la cadira curul del pretor, però Lucul, en lloc de sentir-se ofès va seguir administrant justícia sense cadira i els seus col·legues, per mostrar l'aprovació de la seva conducta, el van imitar.
Al final del seu període va refusar el govern de cap província com era el seu dret, ja que en general els governadors romans s'havien d'enfrontar amb els provincials.